# メキシコ壁画運動

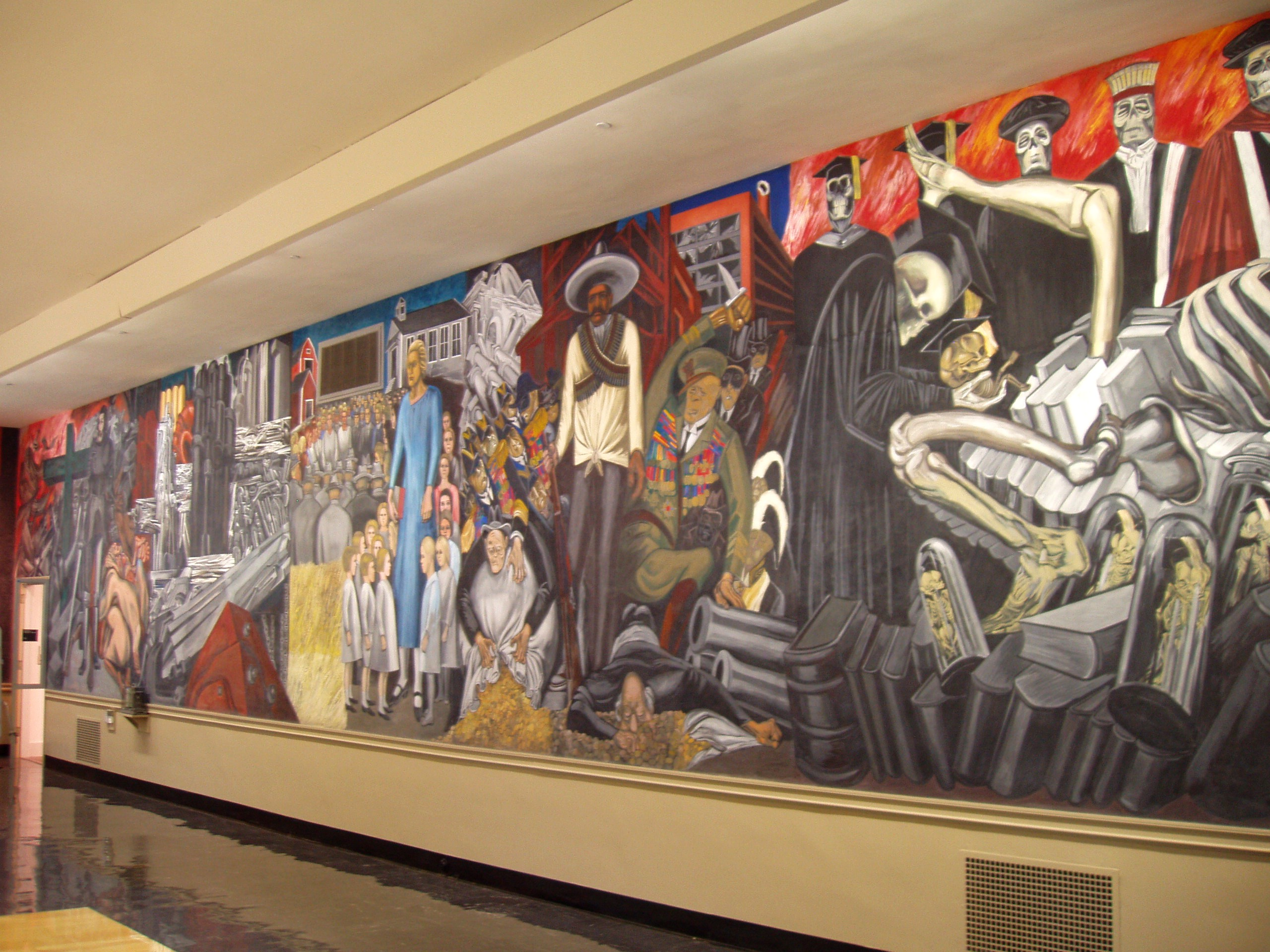
ホセ・クレメンテ・オロスコ、ダートマス大学の壁画『アメリカ文明の叙事詩』

メキシコ壁画運動（めきしこへきがうんどう、Mexican muralista art movement、メキシコ・ルネサンス）は1920年代から1930年代にかけてメキシコ革命下のメキシコ合衆国で起こった絵画運動である。革命の意義やメキシコ人としてのアイデンティティーを民衆に伝えることが目的であり、そのため個人所有でなく誰でもいつでも見ることのできる壁画が主な媒体に選ばれた。主な作家にディエゴ・リベラ（Diego Rivera）、ダビッド・アルファロ・シケイロス（David Alfaro Siqueiros）、ホセ・クレメンテ・オロスコ（José Clemente Orozco）らがいる。

## 革命
1877年以来のポルフィリオ・ディアス政権のもとでメキシコは近代化したが、富は海外資本と白人エリートに集中していた。インディオやその混血（メスティーソ）が多数を占める農民達は、耕作していた共有地が所有権の確定のため国家に接収されて大農園に払い下げられてしまったため、99%以上が農業労働者として貧苦にあえいでいた。こうした中、近代化への抵抗や農地改革の要求などの声が高まり、1910年にフランシスコ・マデロがディアス大統領に反旗を翻して以降、農民や軍が政権と争う革命戦争が始まる。政権は二転三転したが、「1917年憲法」のもとでアルバロ・オブレゴン将軍が1920年に大統領に就任し戦争は収束した。
革命直前の1910年ごろからドクトル・アトルらが壁画に注目して庶民のための絵画を実践しようとしていた。これは革命勃発と戦争で中断するが、戦争終結後の1920年、文部大臣となった詩人・哲学者のホセ・バスコンセロスが混血文化を基にした民族主義的な芸術の振興をはじめ、壁画運動を再開しようとした。彼はこの目的のため、公共建築の壁面を若い芸術家に開放する。参加した芸術家のうち、特に有名なのがディエゴ・リベラ、ダビッド・アルファロ・シケイロス、ホセ・クレメンテ・オロスコの3人である。
3人とも国立サン・カルロス美術学校で学んだ画家だった。リベラはパリに滞在しておりキュビズムなど西欧のモダニズム美術の洗礼を受けていたが、同じパリでメキシコ外交官として活動していた革命家シケイロスに帰郷を誘われ、壁画で革命に貢献しようとした。イタリアでフレスコ画による壁画の研究をした後1921年メキシコに帰国している。シケイロスも1922年メキシコに帰った。壁画運動の祖ドクトル・アトルの弟子で、メキシコにとどまり風刺画家から出発していたオロスコも壁画運動に加わる。彼らは1922年以後、シケイロスが組織した芸術家組合のもとメキシコシティを始め各地の公的施設で壁画を制作した。

## 壁画の目的と成果

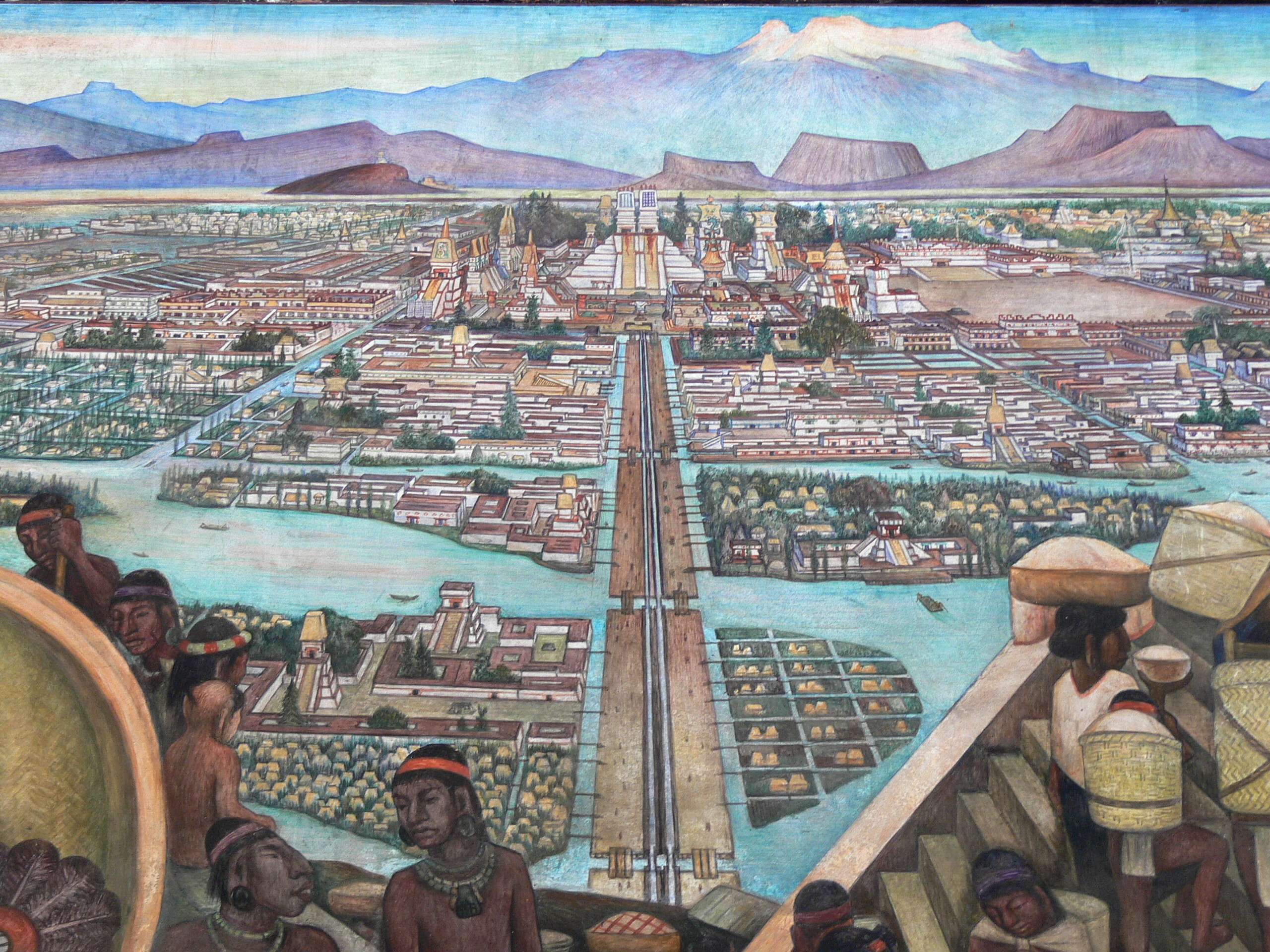
ディエゴ・リベラの壁画。スペイン人による征服前のテノチティトランを描いたもの

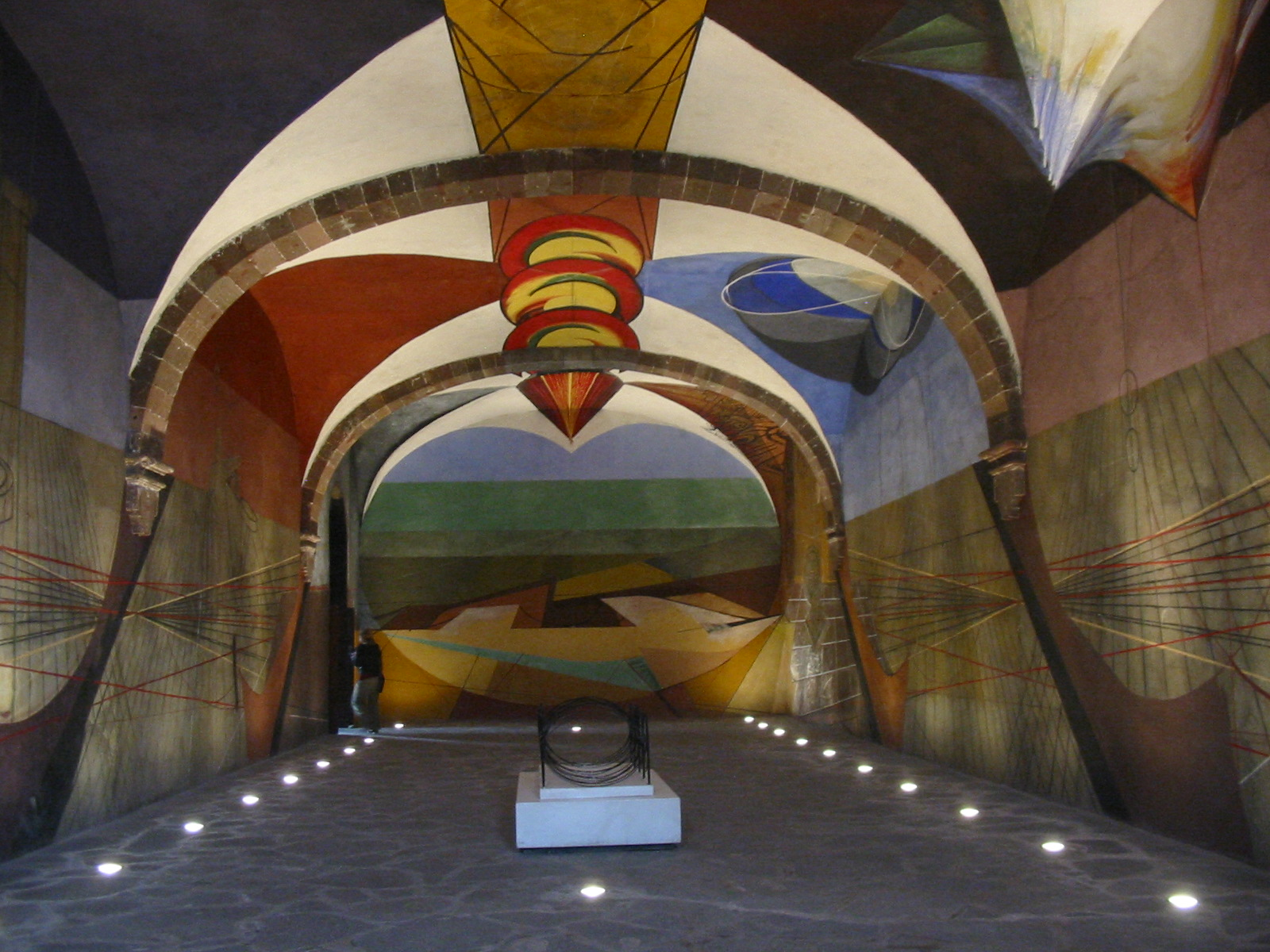
ダビッド・アルファロ・シケイロスの未完成の壁画（1940年代）、メキシコ、サン・ミゲール・デ・アジェンテの美術学校

革命下のメキシコに起こった特異なモダニズム美術運動では、白人優位・ヨーロッパを理想とした美術に代わって、インディオの伝統に基づいた美術が求められた。また、民衆に社会主義革命の意義や成果をできるだけわかりやすく印象的に伝えることが重視された。そこで、以下のような内容と形式が求められたが、これは多くの効果を生んだ。
- 内容としてはメスティーソやインディオの民族主義的な覚醒を誘うため、メキシコの伝統や歴史が多く取り入れられた。民衆絵画の手法の導入のほか、ヨーロッパ人来訪前の生活やアステカ文明などの神話、スペイン人による征服と混血、文化の混交、農業労働者としての隷従と蜂起、革命の成就と分配、来るべき産業社会のもたらす果実といった歴史の引用である。結果、歴史や神話や時の流れが重層的に重なった、人類の歴史を語りつくすかのような重く濃密な内容となった。

- 形式としてはフレスコ画による壁画が用いられた。公共の場に描かれた大壁画は多くの人が一斉にいつでも見ることができ教育効果が高い。また文字が読めない貧しい人々にも絵でなら革命の意義や民族意識などが伝えられる。画家達にとっても、一握りのブルジョアだけのためでなく、公共性や社会性のある作品を作るという体験は有意義と思われ、キャンバスより大きく形が必ずしも四角形でない壁面という場所も、絵を描く場としては挑戦し甲斐のあるものだった。

## 壁画運動の画家達
前述の3人の作風は多様である。
リベラはメキシコの民衆絵画や土着文化の色彩・構図・伝承の研究をし、古代ラテンアメリカ文明の工芸品も多数集めて絵画の研究に役立てていた。同時に前衛美術の体験で身につけた構成力を生かして、細部を簡潔に省略した画風で、神話的な過去から革命の未来へ様々な物語が積み重なる重層的な壁画を作り出し大きな評価を得た。彼は彼は海外にも招かれ、1932年にはニューヨーク近代美術館の個展も成功させている。
シケイロスは20年代を通して、壁画制作だけでなく革命家として南米やヨーロッパ訪問を繰り返し、各地で政治活動をしたり投獄されたりした。彼は抑圧された民衆の顔や叫びなどを強烈な手法で描いた絵画など、迫力ある攻撃的な絵画を多く描いた。攻撃的なのは内容だけではなく、壁面に顔料を吹き付けるスプレーガンや下絵を壁に投射する映写機、工業用の塗料、写真や映画の編集で得られたモンタージュなど新しい視覚手法を矢継ぎ早に応用した。
一方、オロスコは主に古代メキシコの神話やメキシコの生活に題材をとって壁画を描いた。風刺画家もしていた彼は様々な寓意に満ちた辛らつな絵画を作ったが、リベラらのような革命礼賛より、むしろメキシコ史の悲しみやメキシコ革命のもたらした影や悲惨が強く出た作品を作った。これが非難されたため彼は一旦アメリカに渡るが、1930年代にメキシコに帰り母国を取り巻く問題や機械文明の暗部などを掘り下げるようになった。
なお彼らより若い世代のメキシコ人画家ルフィーノ・タマヨも壁画運動に携わるが、彼はこれら三大巨匠とは違って社会主義や革命には距離を置き、私的な風景などを描いた。

## アメリカでの壁画運動
オロスコは母国で批判されたため1929年に、リベラも共産党から除名され1930年にそれぞれアメリカ合衆国へ渡った。その頃アメリカは大恐慌に陥っていたが、職を失った芸術家の生活や制作を維持するため、ニューディール政策の一環として連邦美術計画による壁画制作が行われていた。リベラやオロスコは、多くの若手画家を助手に雇って美術館や大学など公共施設の壁画を手がける。オロスコはダートマス大学の壁画『アメリカ文明の叙事詩』が高く評価された。リベラもデトロイト美術館などに壁画作品を制作するが、ロックフェラー・センターの壁画にアメリカの建国者たちに混じってレーニンが描かれていたことで批判され、壁画は完成前に破棄された。彼らは1933年から1934年までに相次いでメキシコに帰るが、その間壁画制作の助手として雇われた若手芸術家や、同様に壁画を作っていたアメリカの作家たちに対して、大きな画面で制作するということの意義や手法などの面で大きな影響を与えた。

## 影響
この時期、1930年代にはメキシコのアートシーンは西欧や北米などにも影響を与えた。シュルレアリスムの芸術家がメキシコ壁画運動に注目したほか、ソ連の映画監督セルゲイ・エイゼンシュテインもメキシコで製作した。アメリカからもエドワード・ウェストンとティナ・モドッティなどの写真家、イサム・ノグチらもメキシコを訪れた。岡本太郎、北川民次らもメキシコ壁画運動や革命美術から影響を受けており、岡本太郎も後に日本やメキシコで壁画や太陽の塔などのパブリック・アートを制作している。またアメリカで壁画制作を手伝った若い画家らは、後に抽象表現主義という大画面の絵画運動を始めている。
1940年のメキシコ革命の一応の集結で壁画運動も収束したが、現在でも当時の壁画はメキシコ国内に多数残されている。また、アメリカ在住のメキシコ人たちが自分たちのアイデンティティーを確認するため、この壁画運動を参考に1960年代以降カリフォルニアなどで壁画を制作している。

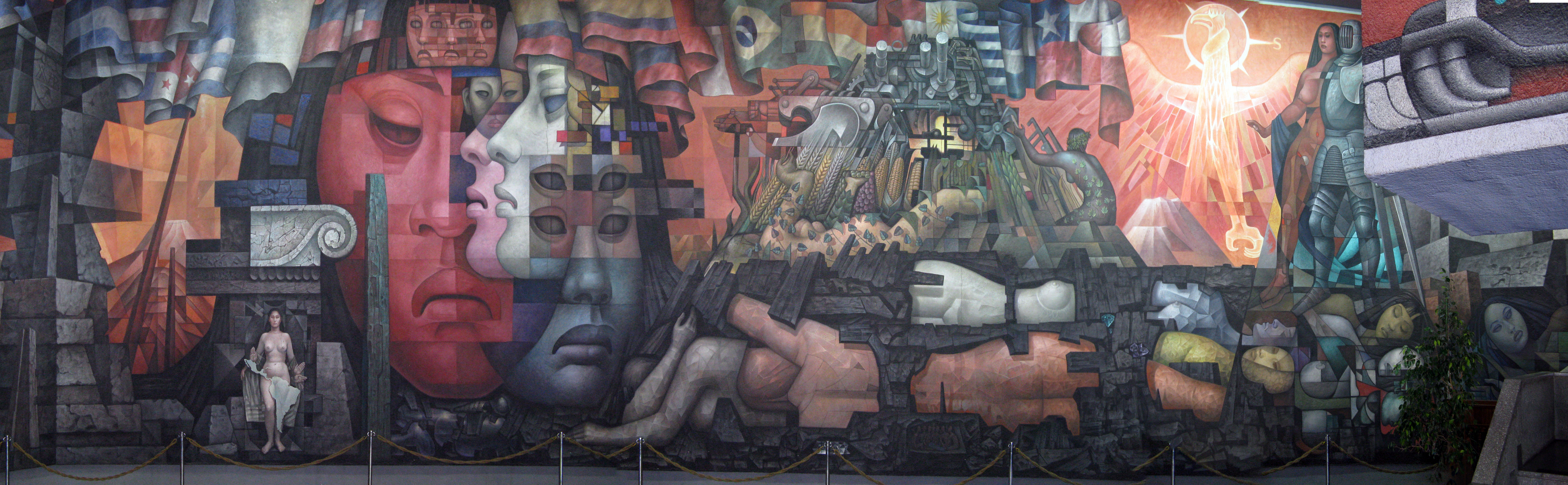
壁画で知られたメキシコの画家ホルヘ・ゴンザレス・カマレナ（Jorge González Camarena）がチリのコンセプシオンのコンセプシオン大学美術館に描いた長さ300mの壁画『Presencia de América Latina』（1964年 - 1965年）。ラテンアメリカのさまざまに異なる文化の連帯を描いた